# Münster zu Thann

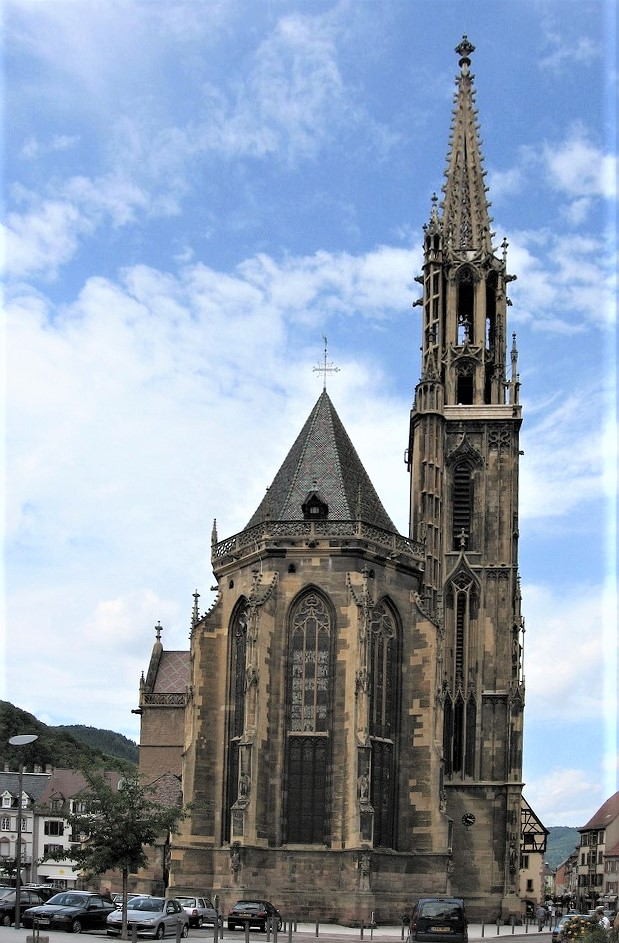
Gesamtansicht

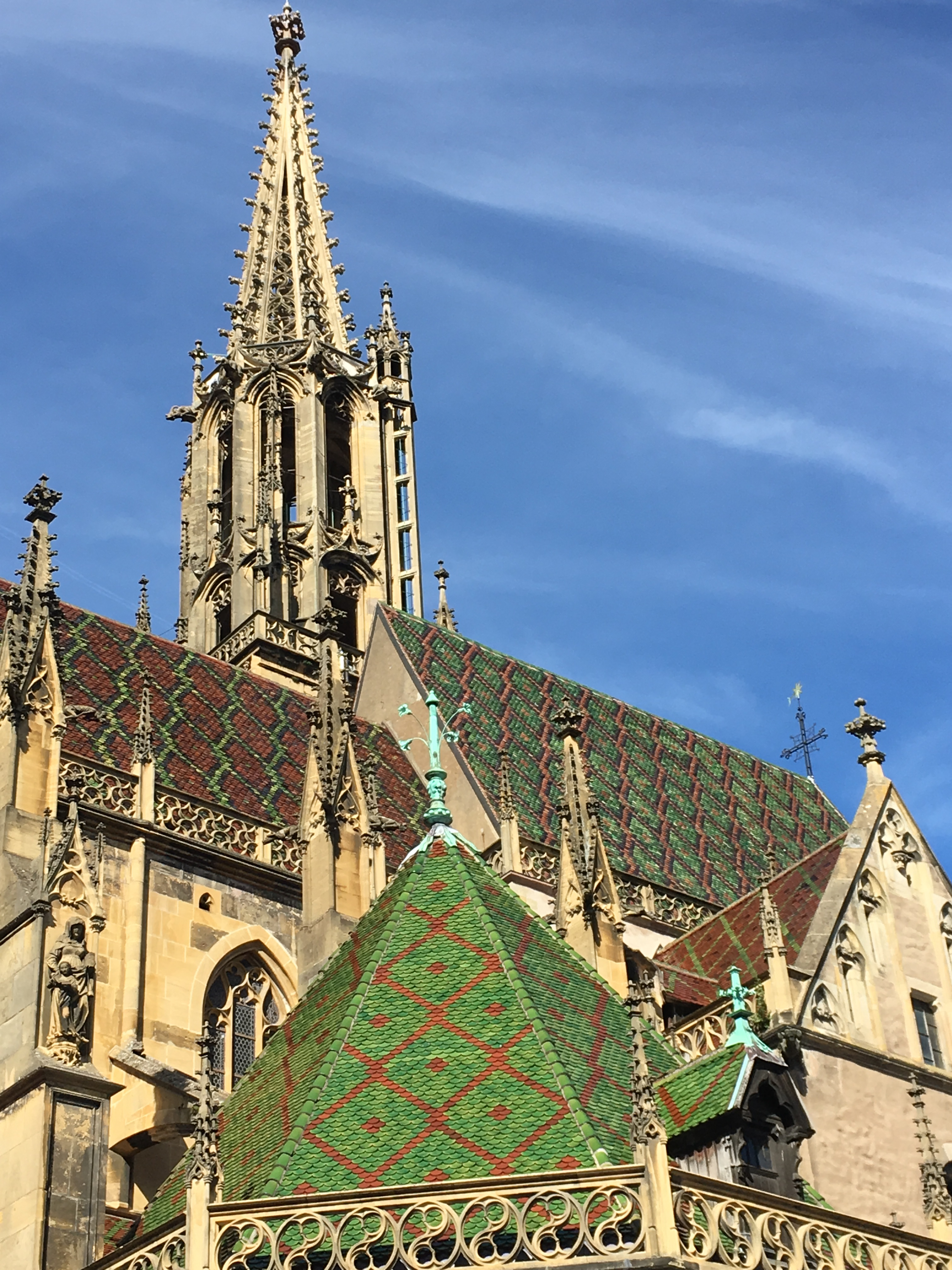
Dach

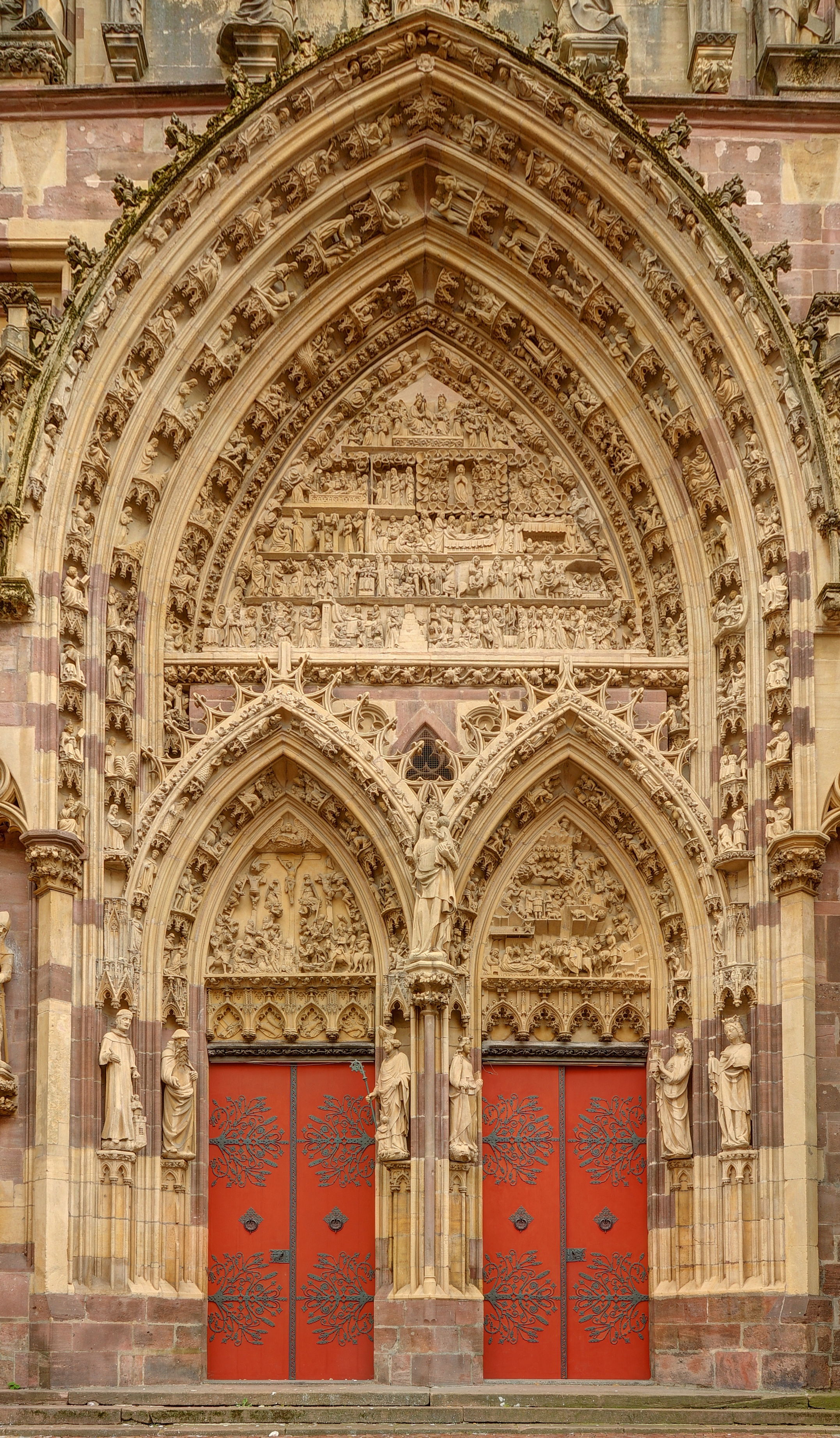
Westportal

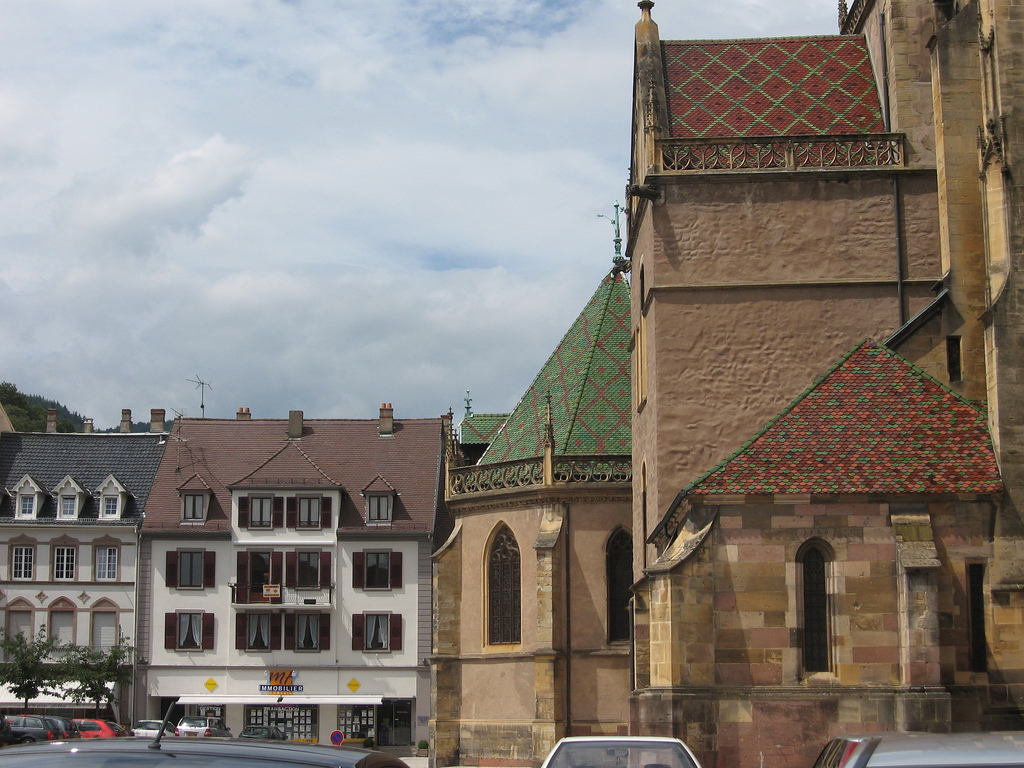
Seitenkapellen

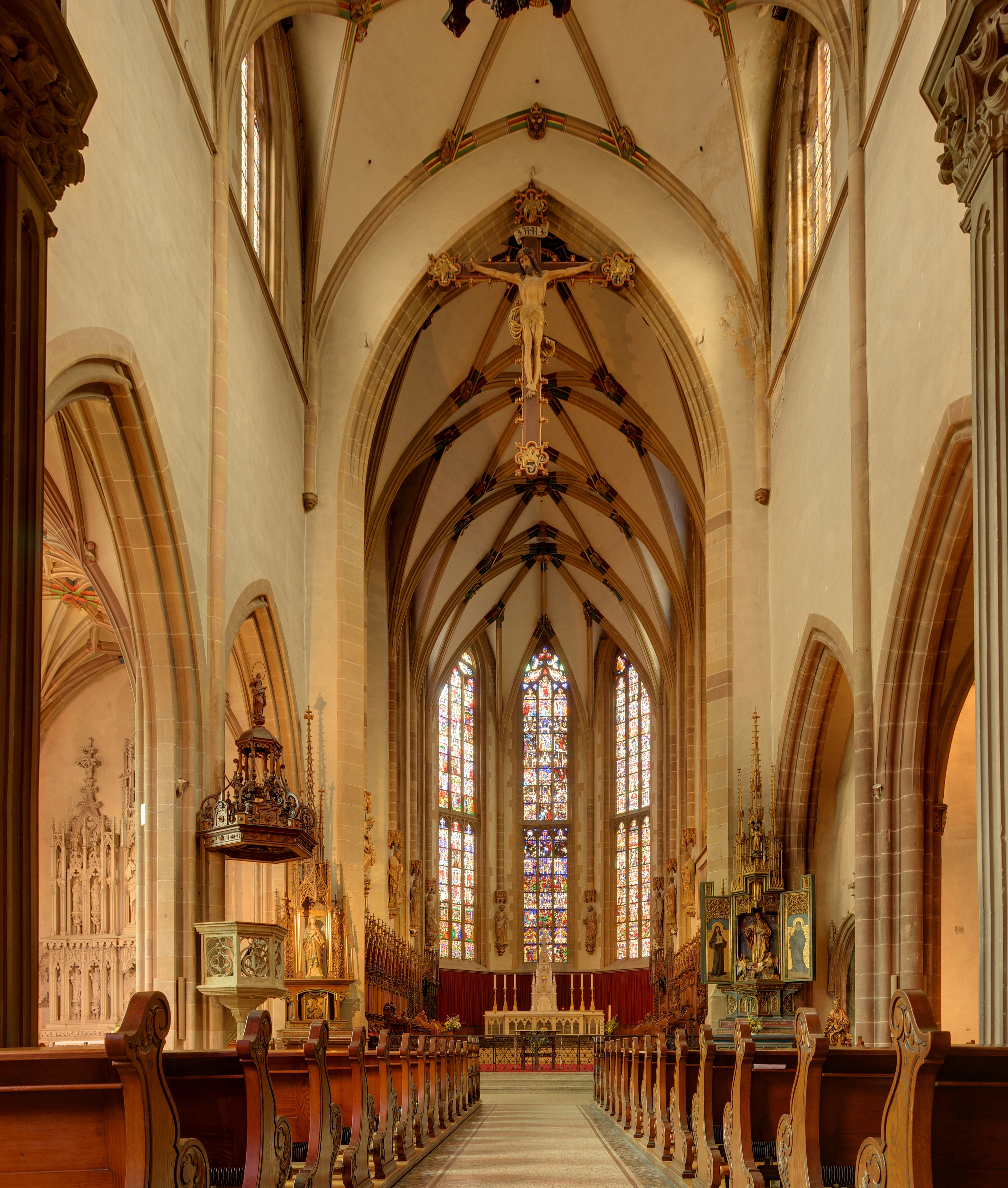
Innenansicht

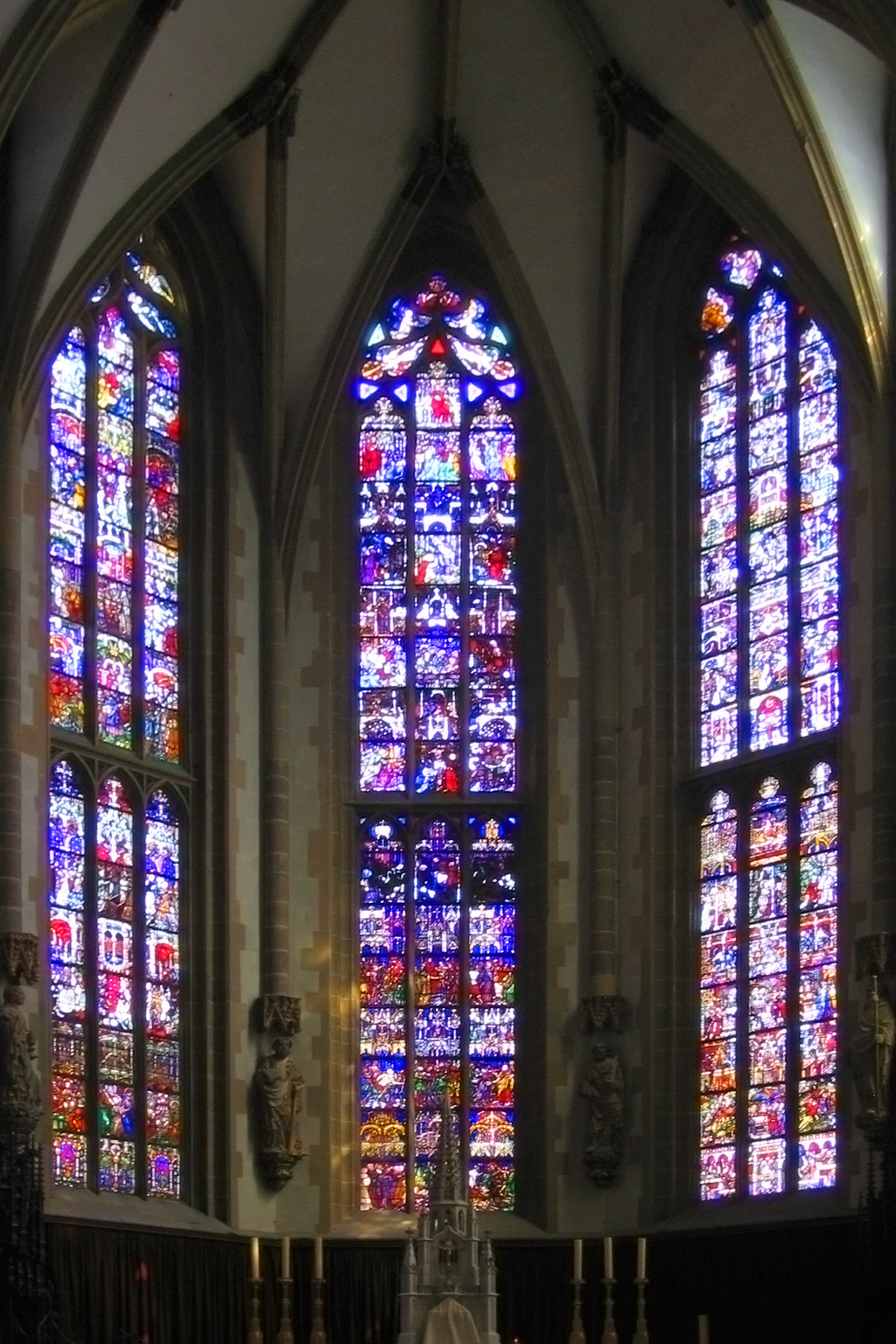
Fenster im Chorraum

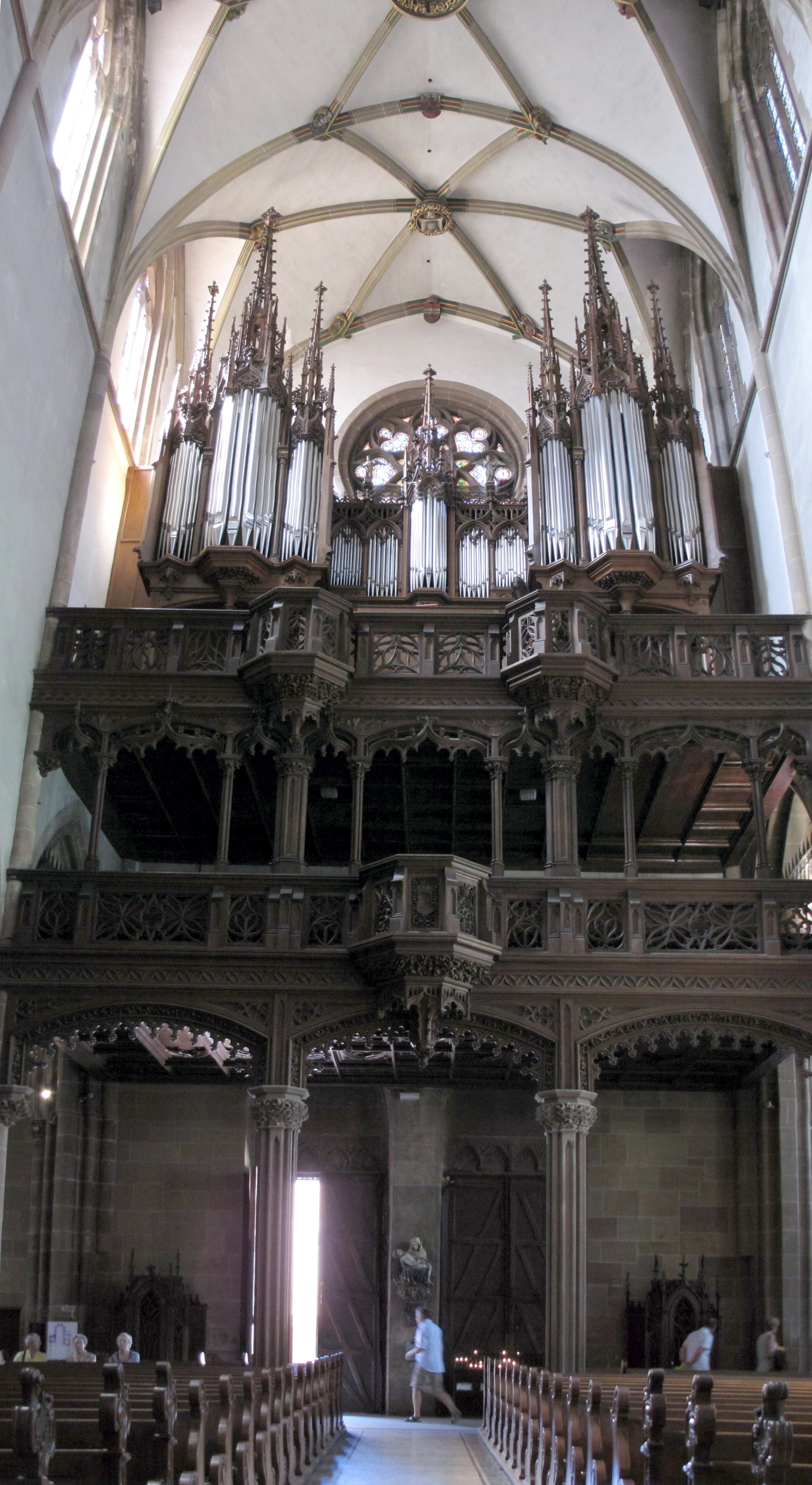
Orgel

Das Münster zu Thann (eigentlich „Theobalduskirche“, französisch: Collégiale Saint-Thiébaut) ist eine gotische Kirche in der elsässischen Stadt Thann. Sie gilt neben den viel größeren Münstern zu Straßburg und Freiburg im Breisgau als eines der Haupt- und Meisterwerke gotischer Bau- und Ausstattungskunst am Oberrhein.

## Geschichte
Die elsässische Kleinstadt Thann wird urkundlich erstmals im Jahr 1290 erwähnt (Stadtrecht 1360). Bereits drei Jahre zuvor aber wird eine Kirche erwähnt, die dem heiligen Theobald (Ubald von Gubbio, gest. 1160), dem Bischof von Gubbio, geweiht war. Von diesem wird in der Kirche eine Fingerreliquie verehrt, die auf wundersame Weise aus Italien in die Vogesen gelangt war.
Mit dem Bau der heutigen Stiftskirche wurde in der ersten Hälfte des 14. Jahrhunderts begonnen (südliches Seitenschiff, unterer Teil der Westfassade). 1351 begann der Bau am Chor und am Turm. Um 1400 entstand das Marientympanon über dem Westportal, das, sich an biblische und apokryphe Berichte anlehnend, das Leben der Gottesmutter darstellt. Die Chorweihe fand 1432 statt. Ab ca. 1490 kam der Bau unter Baumeister Remigius Faesch wieder in Gang: Bis zum Jahr 1492 vollendete er das nördliche Seitenschiff, 1495 das Mittelschiff. Den Kirchturm stellte Faesch 1516 fertig. 1629–31 wurde am südlichen Langhaus die Muttergotteskapelle erbaut. Von 1887 bis 1895 erhielt das Münster Strebepfeilerfialen und bunte Ziegeldächer.

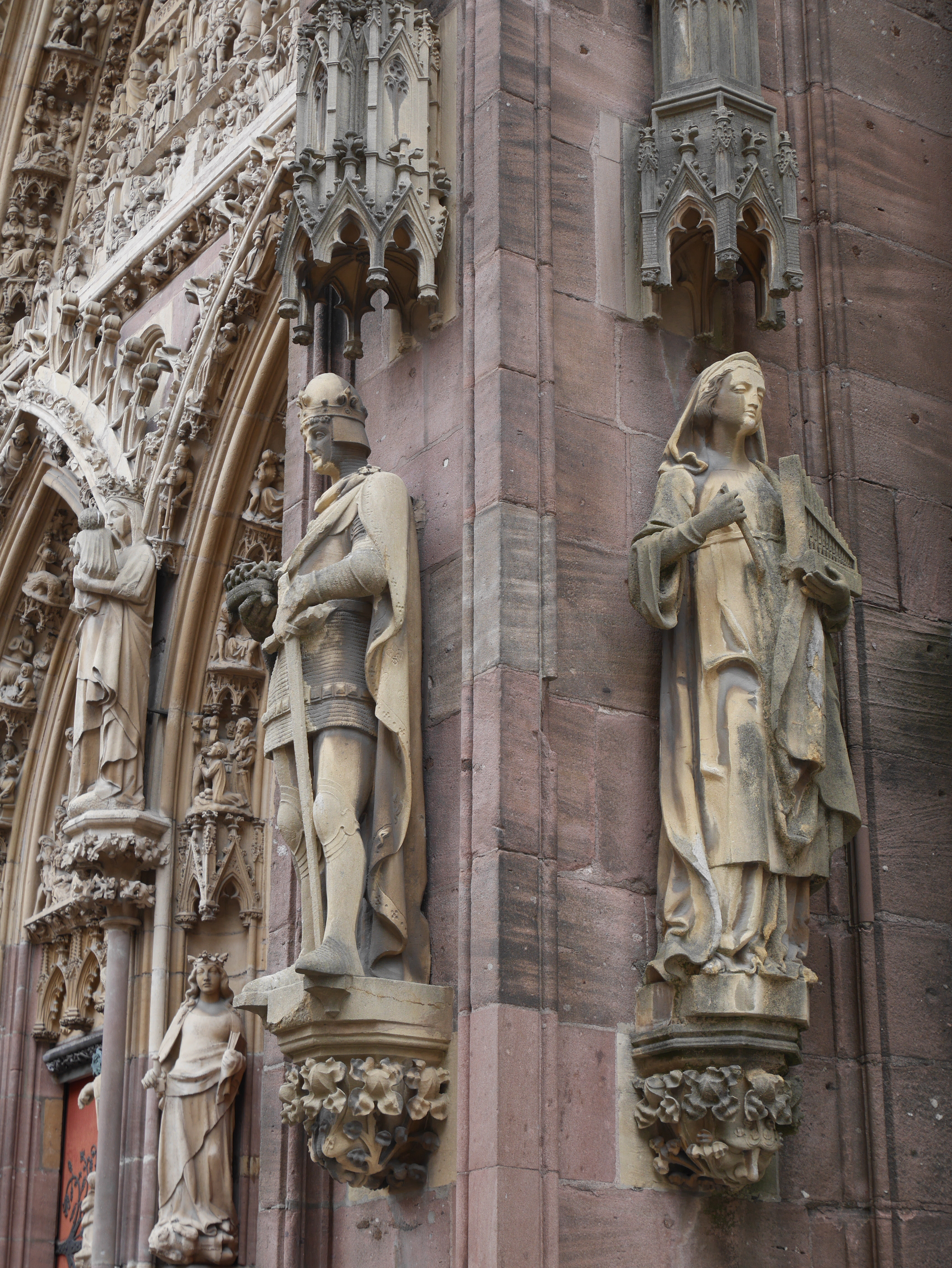
Blattmasken Westseite unter Ritter und Musikantin
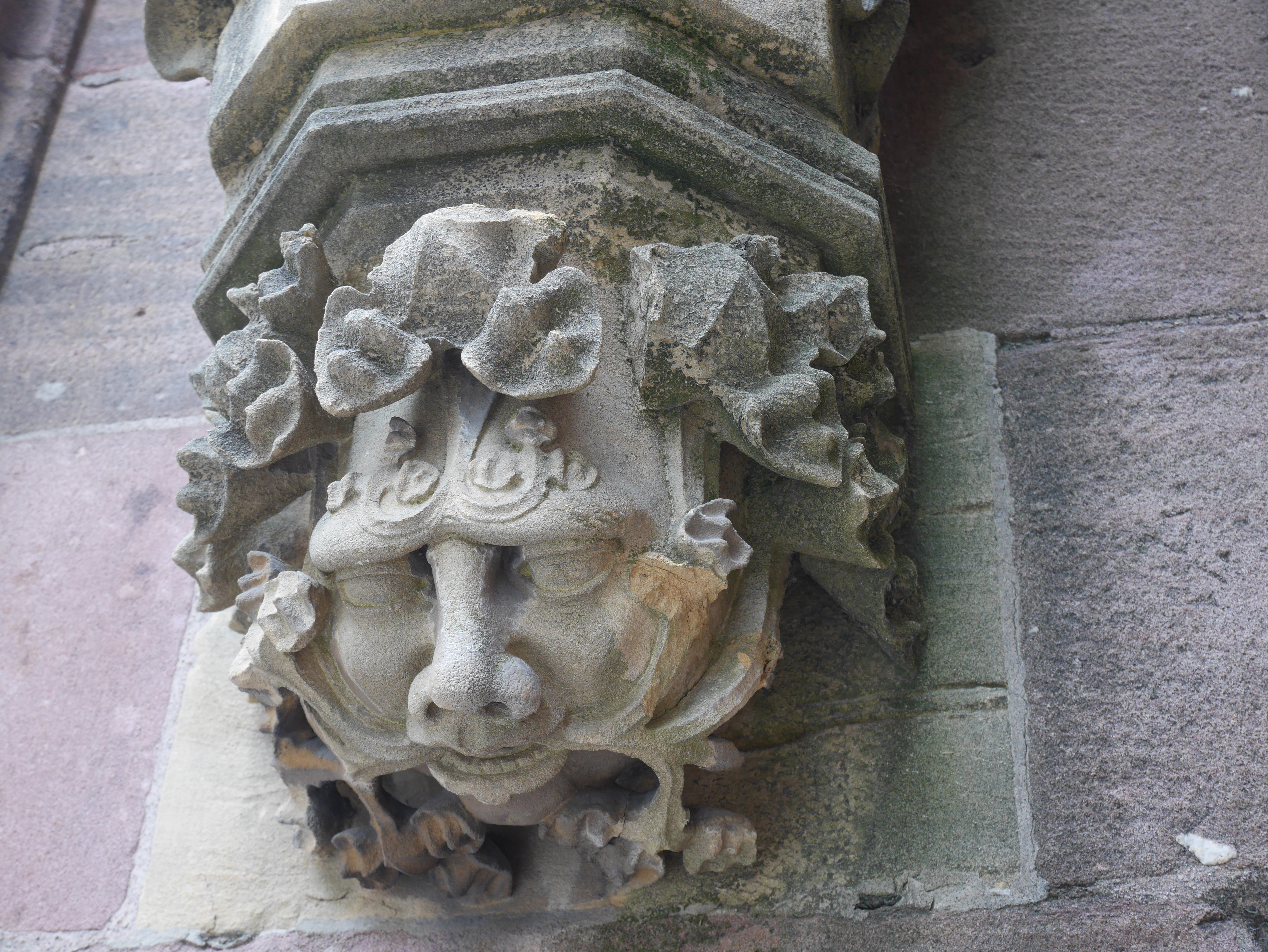
Blattmaske West unter musizierender Jungfrau
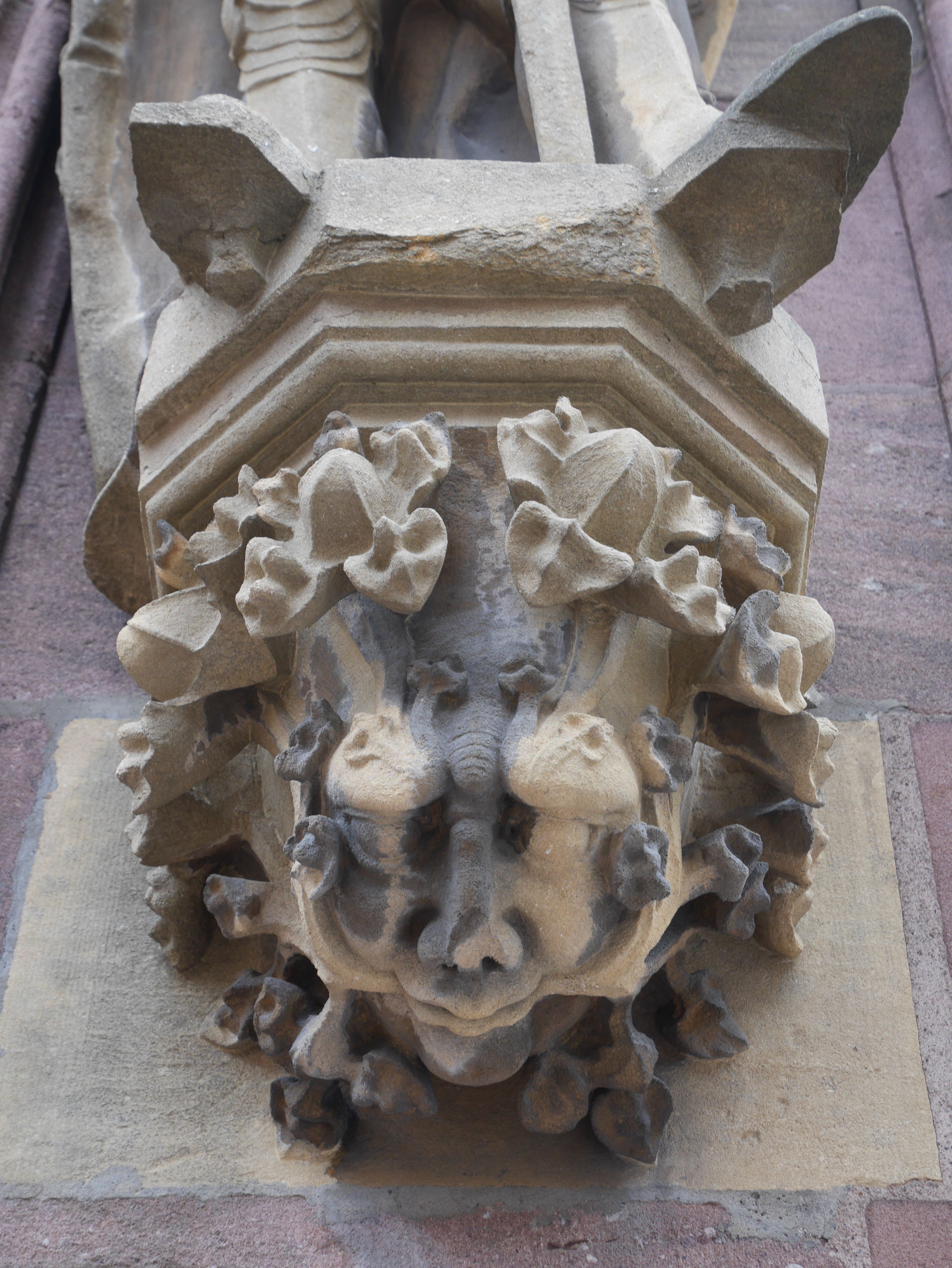
Blattmaske West unter Ritter Thann
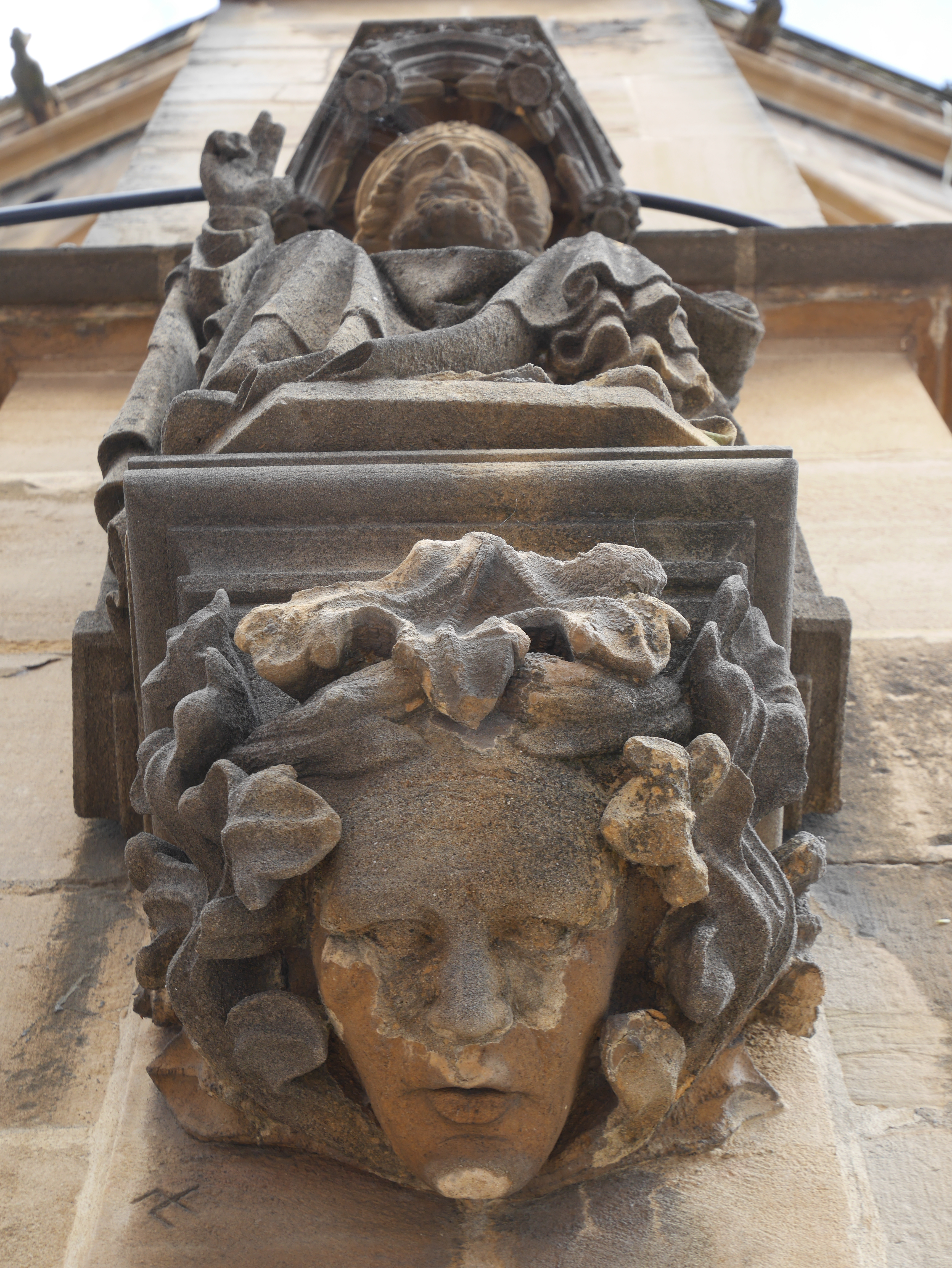
Blattmaske unter Bischof St. Arbogast aus Straßburg Ostseite

## Beschreibung

### Äußeres
Das Münster gehört trotz seiner geringen Größe zu den großartigen gotischen Architekturen im Süden des mittelalterlichen Reiches. Aufriss und Gewölbe bieten Beispiele für die Kunstsprache der Hoch- wie der Spätgotik, der triforienlose Innenaufriss des Langhaus-Mittelschiffs ist typisch für den Südwesten des Reiches (vgl. etwa Martinsmünster Colmar, Freiburger Münster, Ulmer Münster).
Einzigartig und eines der beiden Prunkstücke des Münsters ist das 18 Meter hohe und 8 Meter breite Portal an der wohlproportionierten Westfassade: Die beiden eigentlichen Portale mit Archivolten, Gewändefiguren und Tympana werden von einem weiteren und entsprechend größeren Portaltrichter überfangen, der seinerseits drei Archivolten und ein fünfzeiliges Tympanon besitzt. Diese Komposition bietet Raum für 150 skulpturale Szenen, in denen sich etwa 500 einzelne Figuren tummeln. Unmittelbar oberhalb des Portals ist Christus als Weltenrichter mit Johannes dem Täufer und der Gottesmutter zu sehen, im Dachgiebel der Heilige Theobald mit Pilgern. An den Langhausseiten befinden sich je vier Strebebögen, Fialen und Figuren stammen aus dem 19. Jahrhundert.
Das zweite Prunkstück ist der Turm, einer der wenigen mit einem mittelalterlichen Maßwerkhelm; der 22 Meter hohe Helm aus spätgotischem Maßwerk zeigt eine deutliche Nähe zum Basler Münster. Die Gesamthöhe des Turms beträgt 76 Meter, ab 40 Meter Höhe ist er achteckig. In der Südost-Ecke befindet sich eine offene Treppenspindel. Im Turm hängen vier Glocken, die älteste und größte wurde 1467 von Hans und Ludwig Peiger gegossen, die anderen drei goss der Glockengießer Bender 1826 in Thann.
| Glocke | Name          | Durchmesser | Gewicht | Schlagton |
| ------ | ------------- | ----------- | ------- | --------- |
| 1      | Osanna        | 1671 mm     | 3200 kg | c′        |
| 2      | Saint-Joseph  | 1396 mm     | 1855 kg | e′        |
| 3      | Saint-Nicolas | 1164 mm     | 1180 kg | g′        |
| 4      | Sainte-Marie  | 0874 mm     | 0480 kg | c″        |

### Inneres
Im Innern u. a. Sitzfigur des Heiligen Theobald; Winzermadonna um 1510; im Chor Apostelstatuen aus dem 15. Jahrhundert; Hauptaltar von 1845; barocke Wandgemälde von François Hillenweck (* 22. Mai 1673 in Thann; † 11. Oktober 1748 ebenda); das Chorgestühl (nach 1442) ist eines der schönsten im Elsass und mit einer Vielzahl phantasievoller Details versehen (Restaurierung 1900–1902, Verlängerung nach Osten 1906). Glasgemälde des 15. Jahrhunderts.

### Orgel
Die Orgel des Münsters wurde 2001 von dem Orgelbauer Michel Gaillard erbaut, in dem historischen Orgelgehäuse aus dem Jahre 1888, das von dem Orgelbauer Martin Rinckenbach für das damalige Instrument erbaut worden war. Das heutige Orgelwerk lehnt sich an das damalige Rinckenbach-Instrument an, das 42 Register auf drei Manualen und Pedal hatte. Die heutige Orgel hat 49 Register auf vier Manualen und Pedal.
| I Grand Orgue C–g3 |                      |         |
| 01.                | Montre               | 16′     |
| 02.                | Bourdon              | 16′     |
| 03.                | Montre I-II          | 08′     |
| 04.                | Bourdon              | 08′     |
| 05.                | Flûte majeure        | 08′     |
| 06.                | Gambe                | 08′     |
| 07.                | Prestant I-II        | 04′     |
| 08.                | Flûte à cheminée     | 04′     |
| 09.                | Quinte               | 02 ⁄3′  |
| 10.                | Doublette            | 02′     |
| 11.                | Tierce               | 01 3⁄5′ |
| 12.                | Progression III-IX 0 |         |
| 13.                | Cornet VI            |         |
| 14.                | Trompette            | 08′     |
| 15.                | Clairon              | 04′     |

| II Positif C–g3 |                     |       |
| 16.             | Montre              | 8′    |
| 17.             | Flûte traversière 0 | 8′    |
| 18.             | Bourdon             | 8′    |
| 19.             | Prestant            | 4′    |
| 20.             | Flûte traversière   | 4′    |
| 21.             | Nasard              | 2 ⁄3′ |
| 22.             | Flageolet           | 2′    |
| 23.             | Carillon I-III      |       |
| 24.             | Plein-jeu III-IV 0  |       |
| 25.             | Clarinette          | 8′    |
|                 | Trémolo             |       |

| III Grand Choeur expressif C–g3 |                 |     |
| 26.                             | Quintaton       | 16′ |
| 27.                             | Principal       | 08′ |
| 28.                             | Cor de nuit     | 08′ |
| 29.                             | Flûte ouverte 0 | 04′ |
| 30.                             | Octavin         | 02′ |
| 31.                             | Mixture IV      |     |
| 32.                             | Bombarde        | 16′ |
| 33.                             | Trompette       | 08′ |
| 34.                             | Clairon         | 04′ |
|                                 | Trémolo         |     |

| IV Récit expressif C–g3 |                    |    |
| 35.                     | Flûte harmonique 0 | 8′ |
| 36.                     | Gambe              | 8′ |
| 37.                     | Voix céleste       | 8′ |
| 38.                     | Flûte octaviante   | 4′ |
| 39.                     | Basson/Hautbois    | 8′ |
| 40.                     | Voix humaine       | 8′ |

| Pédale C–g1 |                |         |
| 41.         | Flûte          | 16′     |
| 42.         | Violon         | 16′     |
| 43.         | Quinte         | 10 2⁄3′ |
| 44.         | Flûte          | 08′     |
| 45.         | Prestant       | 04′     |
| 46.         | Rinckenbasse 0 | 32′     |
| 47.         | Ophicléide     | 16′     |
| 48.         | Trombone       | 08′     |
| 49.         | Clairon        | 04′     |

- Koppeln: II/I, III/I, III/II, IV/I, IV/II, IV/III, I/P, II/P, III/P, IV/P